# Bernd Kortländer
Bernd Kortländer (* 8. Dezember 1947 in Münster) ist ein deutscher Literaturwissenschaftler.

## Leben
Kortländer studierte von 1968 bis 1973 Germanistik, Philosophie, Pädagogik, Romanistik, Publizistik und Musikwissenschaft an der Westfälischen Wilhelms-Universität in Münster und der Albert-Ludwigs-Universität Freiburg. 1977 wurde er an der Westfälischen Wilhelms-Universität mit einer Arbeit über Annette von Droste-Hülshoff promoviert.
Seit Oktober 1979 war er Mitarbeiter am Heinrich-Heine-Institut der Landeshauptstadt Düsseldorf, von 1986 bis 2012 als dessen stellvertretender Leiter, als der er insbesondere für die Abteilung „Nachlässe und Handschriftensammlung“ zuständig war. Er war außerdem Lehrbeauftragter für deutsche Literatur an den Universitäten Osnabrück und Münster (bis 1985) und Lehrbeauftragter in den Fachbereichen Romanistik und Germanistik an der Heinrich-Heine-Universität Düsseldorf, von 2004 bis 2013 als Honorarprofessor. Er gehört zu den Autoren des von den Stadtarchivaren Clemens von Looz-Corswarem und Benedikt Mauer 2012 herausgegebenen enzyklopädischen Nachschlagewerks Das große Düsseldorf-Lexikon.
Kortländer hat sich als Editor und Forscher insbesondere mit den Werken Annette von Droste-Hülshoffs und Heinrich Heines auseinandergesetzt. Am Heinrich-Heine-Institut hat er in einer Serie von Ausstellungen, Kolloquien und Veröffentlichungen den Kulturtransfer zwischen Deutschland und Frankreich untersucht. Darüber hinaus hat er dort mit dem Auf- und Ausbau des „Rheinischen Literaturarchivs“ einen Schwerpunkt für die regionale Literaturforschung geschaffen.
Er war von 1978 bis 2010 Vorstandsmitglied der Annette-von-Droste-Gesellschaft, Münster, von 1987 bis 1997 Geschäftsführer der Friedrich-Spee-Gesellschaft, Düsseldorf und von 2004 bis 2010 Vorsitzender des LiteraturRates NRW. Seit 2001 ist er Mitglied der Literaturkommission im Landschaftsverband Westfalen-Lippe und dort seit 2006 auch im Vorstand. 1990 verlieh ihm die Republik Frankreich für seine Verdienste um die deutsch-französischen Kulturbeziehungen den Ordre des Palmes Académiques.

## Publikationen (Auswahl)

### Autor
- Annette von Droste-Hülshoff und die deutsche Literatur. Kenntnis – Beurteilung – Beeinflussung. Aschendorff Verlag, Münster 1978 (= Veröffentlichungen der Historischen Kommission für Westfalen, 34)
- Heinrich Heine. Reclams Universal-Bibliothek, Stuttgart 2003
- Zwischen Münster und Paris. Georg Bernhard Depping 1784-1853. Gelehrter, Schriftsteller, Journalist. Aisthesis Verlag Bielefeld 2020

### Herausgeber und Mitverfasser
- Interferenzen. Deutschland und Frankreich. Literatur-Wissenschaft-Sprache. Droste, Düsseldorf 1983. Mit Lothar Jordan, Fritz Nies (Reihe: Veröffentlichungen des Heinrich-Heine-Instituts)
- Französische Literatur in deutscher Sprache. Eine kritische Bilanz. Droste, Düsseldorf 1985. Mit Fritz Nies (Reihe: Veröffentlichungen des Heinrich-Heine-Instituts)
- Das Junge Deutschland. Hoffmann und Campe, Hamburg 1986 (mit Joseph Anton Kruse) (= Heine-Studien).
- Literatur von nebenan 1900 – 1945. Sechzig Portraits von Autoren aus dem Gebiet des heutigen Nordrhein-Westfalen. Aisthesis, Bielefeld 1995, ISBN 3-89528-113-1
- Interpretationen. Gedichte von Heinrich Heine. Reclams Universal-Bibliothek, Stuttgart 1995
- Nationale Grenzen und internationaler Austausch. Literatur – Geschichtsschreibung – Wissenschaft. Niemeyer, Tübingen 1995. Mit Lothar Jordan (= Communicatio. Studien zur europäischen Literatur- und Kulturgeschichte, 10)
- Literaturpreise. Literaturpolitik und Literatur am Beispiel der Region Rheinland – Westfalen. Metzler, Stuttgart 1998 (= Heinrich-Heine-Institut. Archiv, Bibliothek, Museum, 7)
- „Rheinisch“. Zum Selbstverständnis einer Region. Metzler, Stuttgart 2001. Mit Gunter E. Grimm (= Heinrich-Heine-Institut. Archiv. Bibliothek. Museum, 9); wieder Grupello, Düsseldorf 2005
- Baudelaire und Deutschland – Deutschland und Baudelaire. Narr, Tübingen 2005 (mit Hans T. Siepe) (= Transfer. Düsseldorfer Materialien zur Literaturübersetzung, 19)
- Übergänge. Zwischen Künsten und Kulturen. Internationaler Kongress zum 150. Todesjahr von Heinrich Heine und Robert Schumann. Metzler, Stuttgart 2007. Mit Henriette Herwig, Volker Kalisch, Joseph Anton Kruse, Bernd Witte